# 무령로
무령로(Muryeong-ro)는 충청남도 공주시 웅진동 에서 반포면 청벽삼거리 를 잇는 도로이다

## 주요 경유지
충청남도
- 공주시 (웅진동 . 옥룡동 . 신관동 . 월송동)

## 노선
| 이름                | 접속 노선                   | 소재지 | 소재지 | 비고 |
| ------------------- | --------------------------- | ------ | ------ | ---- |
| (이름없음)          | 지방도 제651호선 (백제큰길) | 공주시 | 웅진동 |      |
| 경찰서앞 교차로     | 국도 제40호선 (백제문화로)  | 공주시 | 웅진동 |      |
| 교촌교              |                             | 공주시 | 산성동 |      |
| 중동 교차로         | 웅진로                      | 공주시 | 산성동 |      |
| 버드나무길 교차로   | 국고개길 버드나무1길        | 공주시 | 옥룡동 |      |
| 옥룡 교차로         | 우금티로                    | 공주시 | 옥룡동 |      |
| 강남 교차로         | 창벽로                      | 공주시 | 옥룡동 |      |
| 공주대교            |                             | 공주시 | 옥룡동 |      |
|                     | 신관동                      | 공주시 |        |      |
| 강북 교차로         | 국도 제32호선 (금벽로)      | 공주시 |        |      |
| 신월동 교차로       | 번영1로                     | 공주시 | 월송동 |      |
| 장기농공단지 교차로 | 장기로                      | 공주시 | 월송동 |      |

## 주요 시설및 건물
- 공주소방서 (무령로 55/웅진동 256-11)
- 공주의료원 (무령로 77/웅진동 266)
- 공주금성여자고등학교 (무령로 103/웅진동 277)
- GS25 공주중앙점 (무령로 208/중동 147-83)
- 신협 공주중앙신협 본점 (무령로 212/중동 147-102)
- 세븐일레븐 공주무령점 (무령로 215/산성동 185-89)
- 본도시락 공주중동점 (무령로 222/중동 147-30)
- 세븐일레븐 공주점 (무령로 225/산성동 120-5)
- 이디야커피 공주중동점 (무령로 232/중동 101)
- CU 공주옥룡로드점 (무령로 290/옥룡동 284-6)
- LG전자베스트샵 금강옥룡점 금강이앤지 (무령로 294/옥룡동 283-12)
- 신협 공주동부신협 옥룡지점 (무령로 295/옥룡동 306-12)
- 농협 공주농협 하나로마트 옥룡점 (무령로 307/옥룡동 340-1)
- GS더프레시 공주점 (무령로 310/옥룡동 338-1)
- 농협 공주농협 옥룡지점 (무령로 311/옥룡동 340-5)
- GS25 공주옥룡점 (무령로 319/옥룡동 50-3)
- 한국타이어 공주옥룡점 (무령로 325/옥룡동 30-3)
- 쉐보레 공주전시장 (무령로 330/옥룡동 38)
- 옥룡동행정복지센터 (무령로 335/옥룡동 26-6)
- 현대자동차 블루핸즈 옥룡점 (무령로 339/옥룡동 24-19)
- HD현대오일뱅크 엔젤주유소 (무령로 345/옥룡동 24-14)
- 기아오토큐 공주세종서비스 (무령로 427/신관동 160-6)
- SK에너지 중부제3주유소 (무령로 466/신관동 44-2)
- 스타벅스 공주DT점 (무령로 467/신관동 46-2)
- 티스테이션 공주신관점 (무령로 489/신관동 38)
- HD현대오일뱅크 동건셀프주유소 (무령로 492/신관동 37-2)
- 농협 세종공주원예농협하나로마트 본점 (무령로 592/월송동 624)